# خبزية تايلندية
خبزية تايلندية (الاسم العلمي:Artocarpus thailandicus) هي نوع من النباتات يتبع جنس الخبزية من الفصيلة التوتية.